# 加藤薬品
加藤薬品株式会社（かとうやくひん）は、東京都に本社を置き、主として医療用医薬品卸売業を営む会社であった。現在は「スズケン」である。1950年（昭和25年）2月17日設立。

## 概要
- 代表取締役会長　加藤清
- 代表取締役社長　西尾幸男
- 代表取締役専務　伊藤公夫
- 代表取締役常務　秋山昭三・加藤健二
- 代表取締役　　　金丸賢太郎・高木晧次・原秀男・井上弘・西山達郎

## 本社所在地
- 東京都板橋区板橋3-30-1

## 大株主
- 加藤清
- 幸和薬品工業
- 田辺製薬
- マルゴ不動産
- 西尾幸男

## 沿革
- 1994年1月 - 愛知県のスズケン及び神奈川県の神弘薬品と合併

## 主要取引メーカー
- 田辺製薬
- 山之内製薬
- 藤沢薬品
- 第一製薬
- ミドリ十字
- 日研化学
- ヘキスト
- 鳥居薬品
- 小野薬品
- 萬有製薬
- 東京田辺
- 富山化学

## 営業所
- 東京都:板橋区・墨田区・大田区・小金井市
- 埼玉県:浦和市・越谷市・川越市
- 千葉県:千葉市・松戸市・木更津市
- 茨城県:水戸市・土浦市

## 関係会社
- 神弘薬品・幸和薬品工業